# Чистинский сельсовет
Чистинский сельсовет (бел. Чы́сцінскі сельсавет) — административная единица на территории Молодечненского района Минской области Беларуси. Административный центр — посёлок Чисть.

## Административное устройство
Образован 26 августа 1991 года в составе Молодечненского района Минской области БССР из части Красненского сельсовета.
С 24 декабря 1991 года — посёлок Чисть центр Чистинского сельсовета, в состав которого вошли 2 деревни: Осовец, Черты. 
28 июня 2013 года в состав сельсовета включена деревня Раевка, входившая ранее в состав Красненского сельсовета.

## Состав
Чистинский сельсовет включает 4 населённых пункта:
- Осовец — деревня.
- Черты — деревня.
- Чисть — посёлок.
- Раевка — деревня.

## Население
Население сельсовета согласно переписи 2009 года (3 населённых пункта) — 5 661 человек, из них 88,8 % — белорусы, 8,2 % — русские; согласно переписи 2019 года (4 населённых пункта) — 6 665 человек.